# Josep Ribera i Sans
Josep Ribera i Sans (Tivissa, Ribera d'Ebre, 18 de febrer de 1852 - Madrid, Castella, 8 de gener, 1912) fou un cirurgià català.

## Biografia
Fill d'una família originària de Reus, el seu pare era el pedagog Pere Ribera Gaya, Josep Ribera inicià el batxillerat a aquesta ciutat. Compartí aules de l'Institut amb Antoni Gaudí i Eduard Toda i Güell i conreà una amistat que va perdurar al llarg de la seva vida. Amb aquests dos companys va publicar a Reus mentre estudiaven batxillerat, la revista manuscrita El Arlequín. En morir els seus pares, seguí la segona ensenyança en l'Institut d'Almeria, guanyant el premi extraordinari del batxillerat, amb el que assolí de manera gratuïta el títol de batxiller. Després cursà la medicina en la Universitat de Granada, i també en tots els cursos de la facultat i en quasi totes les assignatures aconseguí els premis ordinaris, i per acabar, el premi extraordinari de la facultat.
Durant els seus estudis guanyà també per oposició una plaça d'alumne intern de l'Hospital i el 1877 i es graduà de doctor: la seva Memòria doctoral versà sobre La toxicohemia traumática. El 1878 fou nomenat cirurgià del "Hospital del Niño Jesús", a Madrid, i poc temps després director d'aquest establiment. Deixeble del gran operador doctor Creus, guanyà el 1888 per oposició la càtedra de patologia i clínica quirúrgica de la Universitat Central, i el 1892 fou elegit acadèmic de número de la Real de Medicina.

### Premis i escrits
El 1881 se li atorgà el premi d'aquesta, pel seu treball Génesis y tratamiento de los hidroceles, i l'any següent, pel seu estudi sobre Diagnóstico diferencial de los artrocraces, i l'any següent, pel seu estudi sobre Diagnóstico diferencial de los tumores del abdomen. Altres dos premis més assolí el 1885 i 1886, pels seus escrits sobre Tratamiento de las artrocraces y Estados constitucionales y traumáticos (medalla d'or de la Real Academia de Medicina).
Entre altres treballs cal citar: Cirugía infantil (1887); Anotaciones al libro «Science et Art»; La Cirugía d'Erichsen; Clínica quirúrgica (1887); Tratado de Patología quirúrgica (1894); Discurso sobre la laparotomía, per la recepció en la Real Academia de Medicina (1894); discurs inaugural sobre Cirugía gástrica en la "Real Academia de Medicina" (1906); una comunicació sobre els fracassos operatoris (Congrés Internacional de Medicina de Madrid de 1903).
Altres comunicacions sobre els càncers de llavis, boca, mames i aparell urinari de l'home; sobre els càncers gàstrics, sobre l'etiologia i el tractament de les hèrnies; sobre l'hèrnia en els infants; sobre l'anestèsia general; sobre els traumatismes dels raquis; sobre el tractament dels quistes hidatídics del fetge, en l'últim Congrés de Cirurgia de Brussel·les (1908).
La ciutat de Reus li ha dedicat un carrer.
Al primer Congrés espanyol de Cirurgia (1898), Ribera i Sans presentà treballs sobre procediments operatoris de les hèrnies i de les estretors del recte no canceroses; sobre un procediment de desarticulació coxofemoral i sobre un altre de desarticulació del genoll.
Al segon Congrés (1908) envià, entre d'altres, les comunicacions següents; sobre l'hèrnia com accident de treball; gastrostomia i gastroenterostomia; procediment de talla hipogàstrica; tècnica de les operacions sobra la boca i sobre els maxil·lars; procediments paraperitoneal de la nefrectomia, cirurgia pleuropulmonar i procediment per les operacions del mediastí posterior.
En la Revista de Medicina y Cirugia Práctica, de la qual fou redactor més de vint anys, entre molts altres treballs, en publicà un sobre els procediments per al tractament de les imperforacions anorectals, i un altre sobre el procediment operatori d'espina bífida. Finalment, entre altres publicacions, cal assenyalar encara: Infiltración urinaria (resposta al discurs del doctor Viforcos en la "Real Academia de Medicina"); Historia de la trepanación en España (contesta a M. Viguri) i Peritonitis tuberculosas (contesta a Recasens).